# مامادو کونه
مامادو کونه (انگلیسی: Mamadou Koné؛ زادهٔ ۶ مارس ۱۹۷۴) بازیکن فوتبال اهل بورکینافاسو بود.
وی همچنین در تیم ملی فوتبال بورکینافاسو بازی کرده است.